# Philip Ball
Philip Ball (1962) es un físico, químico y divulgador científico británico. Estudió en la Universidad de Oxford y se doctoró en la Universidad de Bristol. Durante más de veinte años estuvo ejerciendo como editor en la revista Nature. Es columnista de la revista Chemistry World.
Una de sus obras más divulgadas, "Masa Crítica" (Critical Mass: How One Thing Leads To Another, 2004, que obtuvo el Aventis Prize de 2005) trata un amplio conjunto de materias conectadas con la complejidad que relacionan las ciencias sociales y las ciencias naturales, rechazando su disociación (que demasiado frecuentemente se hace en ciencias duras y blandas como si pertenecieran a dos culturas opuestas): el concepto de transición de fase, la teoría de juegos, el dilema del prisionero, la teoría de la bifurcación, la teoría de catástrofes, la ley de Zipf, los fenómenos del mundo pequeño o del camino aleatorio, etc. Aborda la reciente definición de una posible ciencia de la econofísica y otras que aplican modernos modelos matemáticos a fenómenos sociales y económicos, como los ciclos económicos o el flujo del tráfico (traffic flow).
Otras obras publicadas en español son "La invención del color", "H2O: Biografía del agua" y "El instinto musical".

## Obra
- Patterns in Nature: Why the Natural World Looks the Way it Does (2016) ISBN 9780226332420
- Invisible: The Dangerous Allure of the Unseen (2015) ISBN 9780226238890 [El peligroso encanto de lo invisible (2016) ISBN 9788416354092]
- Serving The Reich: The Struggle for the soul of Physics Under Hitler (2014) ISBN 9780226204574 [Al servicio del Reich. La física en tiempos de Hitler (2014) ISBN 9786077711025]
- Curiosity: How Science Became Interested in Everything (2013) ISBN 9780226045795 [Curiosidad. Por qué todo nos interesa (2013) ISBN 9788415832096]
- Unnatural: The Heretical Idea of Making People (2011) ISBN 9781847921529 [Contra natura. Sobre la idea de crear seres humanos ( 2012) ISBN 9788475066547]
- The Music Instinct (2010), ISBN 9781847920881 [El instinto musical. Escuchar, pensar y vivir la música (2011) ISBN 9788475069241]
- Branches, Nature's Patterns, a Tapestry in three Parts (2009), ISBN 9780199237982
- Flow, Nature's Patterns, a Tapestry in three Parts (2009), ISBN 9780199237975
- Shapes, Nature's Patterns, a Tapestry in three Parts (2009), ISBN 9780199237968
- Universe of Stone: Charles Cathedral and the Triunph of the Medieval Mind (2008) ISBN 9780061154294
- The Sun and Moon Corrupted, a novel, Portobello Books Ltd, (2008), ISBN 9781846271083
- The Devil's Doctor: Paracelsus and the World of Renaissance Magic and Science (2006), ISBN 0-434-01134-7
- Elegant Solutions: Ten Beautiful Experiments in Chemistry (2005), ISBN 0-85404-674-7
- Critical Mass: How One Thing Leads to Another (2004), ISBN 0-434-01135-5 [Masa crítica. Cambio, caos y complejidad,(2008) ISBN 9788475066510]
- The Ingredients: A Guided Tour of the Elements (2002), ISBN 0-19-284100-9 (republished as The Elements: A Very Short Introduction)
- Bright Earth: The Invention of Colour (2001), ISBN 0-670-89346-3 [La invención del color (2004) ISBN 9788475066233]
- Stories of the Invisible: A Guided Tour of Molecules (2001), ISBN 0-19-280214-3 (republished as Molecules: A Very Short Introduction)
- H2O: A Biography of Water (1999), ISBN 0-297-64314-2 (published in the U.S. as Life's Matrix) [H2O. Una biografía del agua (2008) ISBN 9788475067995]
- The Self-made Tapestry: Pattern Formation in Nature (1999), ISBN 0-19-850244-3
- Made to Measure: New Materials for the 21st Century (1997), ISBN 0-691-02733-1
- Designing the Molecular World: Chemistry at the Frontier (1994), ISBN 0-691-00058-1